# Corinne Maury
Corinne Maury est maîtresse de conférences HDR en études cinématographiques.

## Biographie
En 2008 à université Sorbonne Nouvelle - Paris 3, Corinne Maury soutient sa thèse de doctorat Habiter le monde : figures poétiques dans le cinéma du réel.
Depuis 2009, elle est enseignante-chercheuse à l'université Toulouse-Jean-Jaurès. Elle a enseigné en 2008-2009 à l'université Sorbonne Nouvelle - Paris 3 et de 2005 à 2008 à l'université Paris-Est-Marne-la-Vallée.
Elle est également chercheuse associée à l'IRCAV – Paris III Sorbonne Nouvelle.
Ses recherches portent principalement sur le cinéma contemporain, sur les relations entre littérature et cinéma, sur les formes du quotidien au cinéma, sur l'esthétique des images
Elle a réalisé plusieurs essais documentaires, déployant une poétique anthropologique.
Elle codirige un ouvrage collectif sur le cinéaste hongrois Béla Tarr, sorti en 2016.

## Publications

### Ouvrages généraux
- Les Antichambres (Photographies : Anne Immelé & Texte : Corinne Maury), Trézélan, Éditions Filigranes, 2009, 69 p. (ISBN 978-2-35046-166-3)
- Habiter le monde. Éloge du poétique dans le cinéma du réel, Crisnée, Yellow Now, coll. « Côté Cinéma », 2011, 192 p. (ISBN 978-2-87340-275-4) [7],[8]
- L’attrait de la pluie, Crisnée, Yellow Now, coll. « Côté Cinéma / Motifs », 2014, 89 p. (ISBN 978-2-87340-334-8) [9]
- Du parti pris des lieux dans le cinéma contemporain : Akerman, Alonso, Costa, Dumont, Huillet & Straub, Mograbi, Tarr..., Paris, Hermann, coll. « L’esprit du cinéma », 2018, 266 p. (ISBN 978-2-7056-9529-3)
- Jeanne Dielman, 23, quai du Commerce, 1080 Bruxelles de Chantal Akerman - L'ordre troublé du quotidien, Crisnée, Yellow Now, coll. « Côté films », 2020, 266 p. (ISBN 978-2-87340-460-4)

### Éditions scientifiques
- 2016 :  Béla Tarr. De la colère au tourment, sous la dir. de Corinne Maury et Sylvie Rollet, Crisnée, Editions Yellow Now, Collection « Côté Cinéma », 166 pages, 2016 [10],[11]
- 2016 :  Filmer les frontières, sous la dir. de Corinne Maury et Philippe Ragel, Saint-Denis, Presses Universitaires de Vincennes, Collection « Esthétiques hors cadre », 208 pages, 2016 [12]
- 2016 :  Raymonde Carasco et Régis Hébraud à l'Œuvre,  sous la dir. de Nicole Brenez et Corinne Maury, Aix-en-Provence, Presses Universitaires de Provence, Collection « Arts », 212 pages.
- 2022 : Lav Diaz : faire face, sous la dir. de Corinne Maury et Olivier Zuchuat , Paris, Post Editions, 365 p.

### Films
- 2001 : Mah Damba, une griotte en exil, documentaire consacré à la griotte Mah Damba, coréalisé avec Olivier Zuchuat (57 min) [13],[14]
- 2000 : André de Richaud, l'homme abreuvoir, (Vidéo expérimentale, Super 8 et 16mm - 6 min) [15]
- 1999 : Le Saigneur de la Rivière du Haut, (Essai documentaire – Vidéo 13 min)
- 1998 : Gira Amahoro , (Essai documentaire, vidéo, 13 min)